# Uroplatus fangorn
Espèce
Uroplatus fangorn est une espèce de geckos de la famille des Gekkonidae.

## Distribution
Cette espèce est endémique du Nord-Est de Madagascar, dans la zone du parc national de Marojejy.

## Systématique
L'espèce Uroplatus fangorn a été décrite en 2020 par Fanomezana M. Ratsoavina (d), Frank Glaw, Achille Philippe Raselimanana (d), Andolalao Rakotoarison (d), David R. Vieites (d), Oliver Hawlitschek (d), Miguel Vences et Mark David Scherz (d),.

## Publication originale
- (en) Fanomezana M. Ratsoavina, Frank Glaw, Achille P. Raselimanana, Andolalao Rakotoarison, David R. Vieites et Oliver Hawlitschek, « Towards Completion of the Species Inventory of Small-Sized Leaf-Tailed Geckos: Two New Species of Uroplatus from Northern Madagascar », Zootaxa, Magnolia Press (d), vol. 4895, no 2,‎ 15 décembre 2020, p. 251–271 (ISSN 1175-5334 et 1175-5326, OCLC 49030618, DOI 10.11646/ZOOTAXA.4895.2.5, lire en ligne).